# Carlos Alberto Parreira
Carlos Alberto Gomes Parreira (Rio de Janeiro, 27 febbraio 1943) è un allenatore di calcio brasiliano, noto per aver guidato il Brasile alla vittoria del Mondiale 1994.
Con 6 partecipazioni, detiene il record del maggior numero di Mondiali di calcio disputati da allenatore.

## Carriera
Parreira è famoso per essere uno dei due allenatori che hanno allenato cinque nazionali diverse nella fase finale di un Mondiale: Kuwait al Mondiale 1982 (dopo averlo già guidato due anni prima ai Giochi Olimpici di Mosca), Emirati Arabi Uniti al Mondiale 1990, il Brasile al Mondiale 1994 e al Mondiale 2006, l'Arabia Saudita al Mondiale 1998 e infine il Sudafrica al Mondiale 2010. Condivide questo primato con Bora Milutinović.
Il 5 ottobre 1967 diventa commissario tecnico del Ghana. Il 20 marzo 1970 con l'assunzione di Zagallo come selezionatore del Brasile viene nominato preparatore atletico. Il 2 gennaio 1974 ritorna nello staff del Brasile come preparatore atletico. Il 9 gennaio 1976 viene chiamato da Mário Zagallo come suo vice alla guida del Kuwait. Il 10 gennaio 1978 lascia la nazionale insieme con le dimissioni di Zagallo.
Il 19 marzo 1983 accetta l'incarico di sostituire Telê Santana alla guida del Brasile. Il suo incarico dura poco tempo, si dimette il 28 marzo 1984, causa dell'incompatibilità dei salari ma anche dalla sconfitta della finale della Coppa América. Il 18 aprile è allenatore del Fluminense dove vince il Campionato Brasiliano. Il 3 giugno diventa selezionatore dell'Arabia Saudita. Il 7 aprile 1988 ritorna alla guida dell'Arabia Saudita.
Il 14 marzo 1990 viene richiamato alla guida degli Emirati Arabi. Il 20 giugno rifiuta il rinnovo contrattuale e si dimette, a causa dell'uscita nei gironi del Mondiale. Il 26 dicembre diventa allenatore del Bragantino. Il 26 settembre 1991 diventa ct del Brasile, affiancato da Mário Zagallo come direttore tecnico. Il 28 settembre si dimette dalla guida del Bragantino. Il 19 luglio 1994, dopo la vittoria ai Mondiali statunitensi, fu ingaggiato dal Valencia, ma fu esonerato il 3 giugno 1995. Dal 18 giugno 1995 allena il Fenerbahçe in Turchia dove vinse il Campionato Turco. Il 15 maggio 1996 si dimette dall'incarico, per problemi di salute della moglie. Dall'8 agosto 1996 al 31 ottobre 1996 è alla guida del San Paolo.
Il 27 dicembre 1996 firma un contratto di due anni con i MetroStars di New York, formazione della Major League Soccer. Dal 17 dicembre 1997 al 20 giugno 1998 ha guidato l'Arabia Saudita al mondiale francese. Dal 13 gennaio 1999 al 13 febbraio 2000 ha allenato il Fluminense, con cui ha conquistato il Campionato Brasiliano di serie C del 1999, dall'11 luglio 2000 al 23 ottobre 2000 l'Atlético Mineiro, dal 25 ottobre 2000 al 2000 al Santos, dal 21 maggio 2001 al 3 dicembre 2001 all'Internacional e dal 23 dicembre 2001 al 7 gennaio 2003 il Corinthians, con cui ha conquistato due dei più importanti trofei nazionali nel 2003: la Coppa del Brasile e il Campionato Paulista.
Dal 9 gennaio 2003 ha nuovamente ricoperto l'incarico di commissario tecnico della nazionale brasiliana dopo aver guidato la squadra alla vittoria nel campionato mondiale del 1994. Parreira non è riuscito a ripetere il trionfo del 1994 con il Brasile, dato che la nazionale verde-oro, Campione del mondo in carica, è stata eliminata ai quarti di finale del Mondiale 2006 dalla Francia.
A meno di tre settimane dall'eliminazione il 19 luglio 2006 ha rassegnato le dimissioni. Il 29 luglio accetta la proposta di allenare la Nazionale sudafricana in vista dei Mondiali 2010 in programma in Sudafrica. Il 23 aprile 2008 si è dimesso dall'incarico per stare vicino alla moglie malata. Il 7 marzo 2009 assume la guida della Fluminense, ma il 13 luglio è esonerato dopo cinque sconfitte consecutive.
Il 23 ottobre 2009, dopo l'esonero di Joel Santana, torna alla guida del Sudafrica. Guiderà la Nazionale di calcio del Sudafrica nel 2010. I Bafana Bafana verranno eliminati al primo turno nonostante rappresentassero la squadra del Paese organizzatore: è la prima volta che accade nella storia dei mondiali di calcio. Il 22 giugno 2010, al termine dell'ultima partita con la Francia, Raymond Domenech rifiuta la stretta di mano da parte del ct brasiliano.
Il 25 giugno 2010 ha annunciato il suo ritiro come allenatore di calcio. Il 29 novembre 2012 torna sulla panchina della Selecão, con il ruolo di coordinatore e direttore tecnico. Lascia l'incarico il 14 luglio 2014 in concomitanza alle dimissioni di Felipe Scolari.

## Piazzamenti ai Mondiali
- 1982:  Kuwait, 1º turno
- 1990:  Emirati Arabi Uniti, 1º turno
- 1994:  Brasile, Campione del mondo
- 1998:  Arabia Saudita, 1º turno
- 2006:  Brasile, quarti di finale
- 2010:  Sudafrica, 1º turno

## Statistiche

### Statistiche da allenatore

#### Club
Statistiche aggiornate al 28 aprile 2025; in grassetto le competizioni vinte.
| Stagione          | Squadra           | Campionato        | Campionato | Campionato | Campionato | Campionato | Coppe nazionali | Coppe nazionali | Coppe nazionali | Coppe nazionali | Coppe nazionali | Coppe continentali | Coppe continentali | Coppe continentali | Coppe continentali | Coppe continentali | Altre coppe | Altre coppe | Altre coppe | Altre coppe | Altre coppe | Totale | Totale | Totale | Totale | % Vittorie | Piazzamento |
| Stagione          | Squadra           | Comp              | G          | V          | N          | P          | Comp            | G               | V               | N               | P               | Comp               | G                  | V                  | N                  | P                  | Comp        | G           | V           | N           | P           | G      | V      | N      | P      | %          | Piazzamento |
| ----------------- | ----------------- | ----------------- | ---------- | ---------- | ---------- | ---------- | --------------- | --------------- | --------------- | --------------- | --------------- | ------------------ | ------------------ | ------------------ | ------------------ | ------------------ | ----------- | ----------- | ----------- | ----------- | ----------- | ------ | ------ | ------ | ------ | ---------- | ----------- |
| 1974              | Fluminense        | RJ                | 25         | 11         | 7          | 7          | -               | -               | -               | -               | -               | -                  | -                  | -                  | -                  | -                  | -           | -           | -           | -           | -           | 25     | 11     | 7      | 7      | 44,00      | 6°          |
| 1984              | Fluminense        | A                 | 9          | 5          | 4          | 0          | -               | -               | -               | -               | -               | -                  | -                  | -                  | -                  | -                  | -           | -           | -           | -           | -           | 9      | 5      | 4      | 0      | 55,56      | Sub. 1°     |
| 1991              | Bragantino        | A+A1/SP           | 23+26      | 10+10      | 10+9       | 3+7        | -               | -               | -               | -               | -               | -                  | -                  | -                  | -                  | -                  | -           | -           | -           | -           | -           | 49     | 20     | 19     | 10     | 40,82      | 2º          |
| 1994-1995         | Valencia          | PD                | 36         | 12         | 11         | 13         | CR              | 9               | 5               | 2               | 2               | -                  | -                  | -                  | -                  | -                  | -           | -           | -           | -           | -           | 45     | 17     | 13     | 15     | 37,78      | Eson.       |
| 1995-1996         | Fenerbahçe        | T.1L              | 34         | 26         | 6          | 2          | TK              | 7               | 2               | 4               | 1               | CU                 | 4                  | 2                  | 0                  | 2                  | -           | -           | -           | -           | -           | 45     | 30     | 10     | 5      | 66,67      | 1º          |
| 1996              | San Paolo         | A                 | 17         | 5          | 6          | 6          | -               | -               | -               | -               | -               | -                  | -                  | -                  | -                  | -                  | CO+SS       | 2+2         | 1+1         | 0+0         | 1+1         | 21     | 7      | 6      | 8      | 33,33      | Eson.       |
| 1997              | N.Y. Red Bulls    | MLS               | 32         | 13         | 0          | 19         | USOC            | 3               | 2               | 0               | 1               | -                  | -                  | -                  | -                  | -                  | -           | -           | -           | -           | -           | 35     | 15     | 0      | 20     | 42,86      | 9°          |
| 1999              | Fluminense        | RJ+C              | 18+22      | 9+15       | 4+3        | 5+4        | CB              | 4               | 3               | 0               | 1               | -                  | -                  | -                  | -                  | -                  | R-SP        | 5           | 2           | 0           | 3           | 49     | 29     | 7      | 13     | 59,18      | 1° (prom.)  |
| 2000              | Fluminense        | -                 | -          | -          | -          | -          | -               | -               | -               | -               | -               | -                  | -                  | -                  | -                  | -                  | R-SP        | 6           | 1           | 0           | 5           | 6      | 1      | 0      | 5      | 16,67      | Risoluz.    |
| 2000              | Atlético Mineiro  | CJH               | 18         | 6          | 5          | 7          | -               | -               | -               | -               | -               | CM                 | 6                  | 4                  | 1                  | 1                  | -           | -           | -           | -           | -           | 24     | 10     | 6      | 8      | 41,67      | Eson.       |
| 2000              | Santos            | CJH               | 6          | 3          | 0          | 3          | -               | -               | -               | -               | -               | -                  | -                  | -                  | -                  | -                  | -           | -           | -           | -           | -           | 6      | 3      | 0      | 3      | 50,00      | Sub. 14°    |
| 2001              | Internacional     | A                 | 27         | 12         | 4          | 11         | -               | -               | -               | -               | -               | -                  | -                  | -                  | -                  | -                  | -           | -           | -           | -           | -           | 27     | 12     | 4      | 11     | 44,44      | 9°          |
| 2002              | Corinthians       | SP+A              | 2+31       | 1+15       | 0+7        | 1+9        | CB              | 11              | 7               | 2               | 2               | -                  | -                  | -                  | -                  | -                  | R-SP+CC     | 19+3        | 11+0        | 6+2         | 2+1         | 66     | 34     | 17     | 15     | 51,52      | 2°          |
| 2009              | Fluminense        | RJ+A              | 9+10       | 6+2        | 2+4        | 1+4        | CB              | 6               | 1               | 3               | 2               | -                  | -                  | -                  | -                  | -                  | -           | -           | -           | -           | -           | 40     | 20     | 11     | 9      | 50,00      | Sub. Eson.  |
| Totale Fluminense | Totale Fluminense | Totale Fluminense | 93         | 48         | 24         | 21         |                 | 10              | 4               | 3               | 3               |                    | -                  | -                  | -                  | -                  |             | 11          | 3           | 0           | 8           | 114    | 55     | 27     | 32     | 48,25      |             |
| Totale carriera   | Totale carriera   | Totale carriera   | 345        | 161        | 82         | 102        |                 | 40              | 20              | 11              | 9               |                    | 10                 | 6                  | 1                  | 3                  |             | 37          | 16          | 8           | 13          | 432    | 203    | 102    | 127    | 46,99      |             |

## Palmarès

### Allenatore

#### Club

##### Competizioni statali
- Torneo Rio-San Paolo: 1

Corinthians: 2002

##### Competizioni nazionali
- Campionato brasiliano: 1

Fluminense: 1984
- Campionato turco: 1

Fenerbahçe: 1995-1996
- Campeonato Brasileiro Série C: 1

Fluminense: 1999
- Coppa del Brasile: 1

Corinthians: 2002

#### Nazionale
- Coppa d'Asia: 2  (record)

Kuwait: Kuwait 1980
Arabia Saudita: Qatar 1988
- Campionato mondiale: 1

Brasile: Stati Uniti 1994
- Coppa America: 1

Brasile: Perù 2004
- Confederations Cup: 1

Brasile: Germania 2005